# Fischgrätmuster

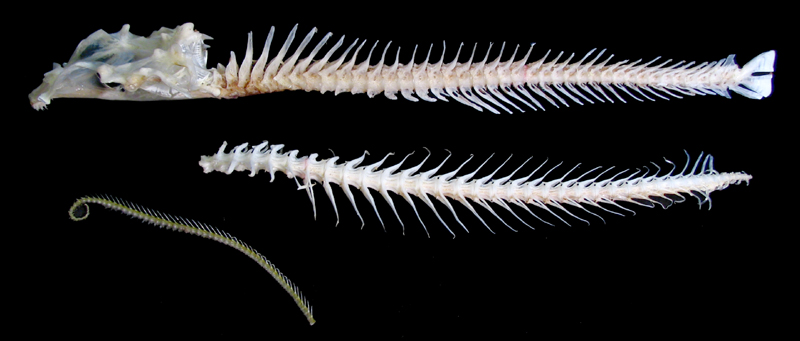
Fischskelett mit Gräten

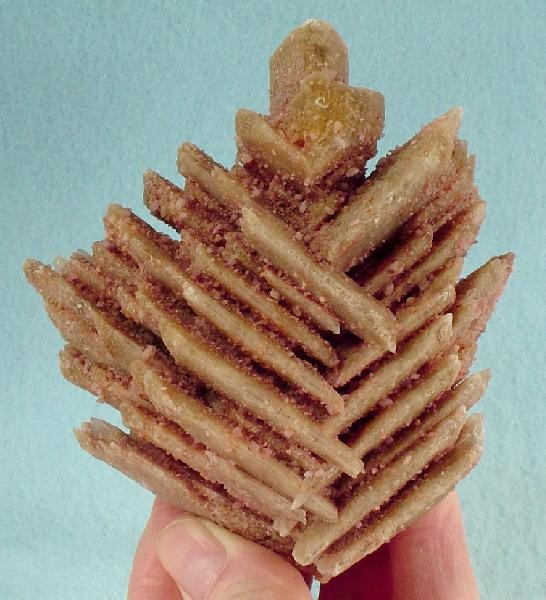
Natürliches Fischgrätmuster

Das Fischgrätmuster (auch Fischgratmuster oder Fischgrätenmuster) oder Ährenmuster ist ein Muster oder Ornament, das sich an der Anordnung von Gräten (beziehungsweise Rückgrat mit Gräten) oder Fruchtständen einer Ähre orientiert. Es ist seit prähistorischer Zeit bekannt, wird aber oft mit einem Rechten Winkel oder einem Zickzackmuster verwechselt.

## Geometrische Grundlagen
Seine periodisch angeordneten Elemente haben meist eine Translationssymmetrie im rechten Winkel oder 45° zum rechten Winkel. Topologisch ist das Fischgrätenmuster identisch mit der sechseckigen Parkettierung. Als Symmetriegruppe entspricht es der ebenen kristallographischen Gruppe pgg.

## Verwendung
Als gewobenes Textilmuster gehört das Fischgrätmuster zu den Köperbindungen, es ist robust, hat aber dennoch eine gewisse Elastizität. In der Architektur kann es zur Verbindung rechteckiger Einzelteile (auch Parallelogramme), wie Pflastersteine, Ziegel, Kacheln, Parkettstäbe, verwendet werden – so kommt es etwa bei der Parkettierung (siehe die Verlegemuster) oder als Mauerwerksverband (siehe opus spicatum) zum Einsatz.

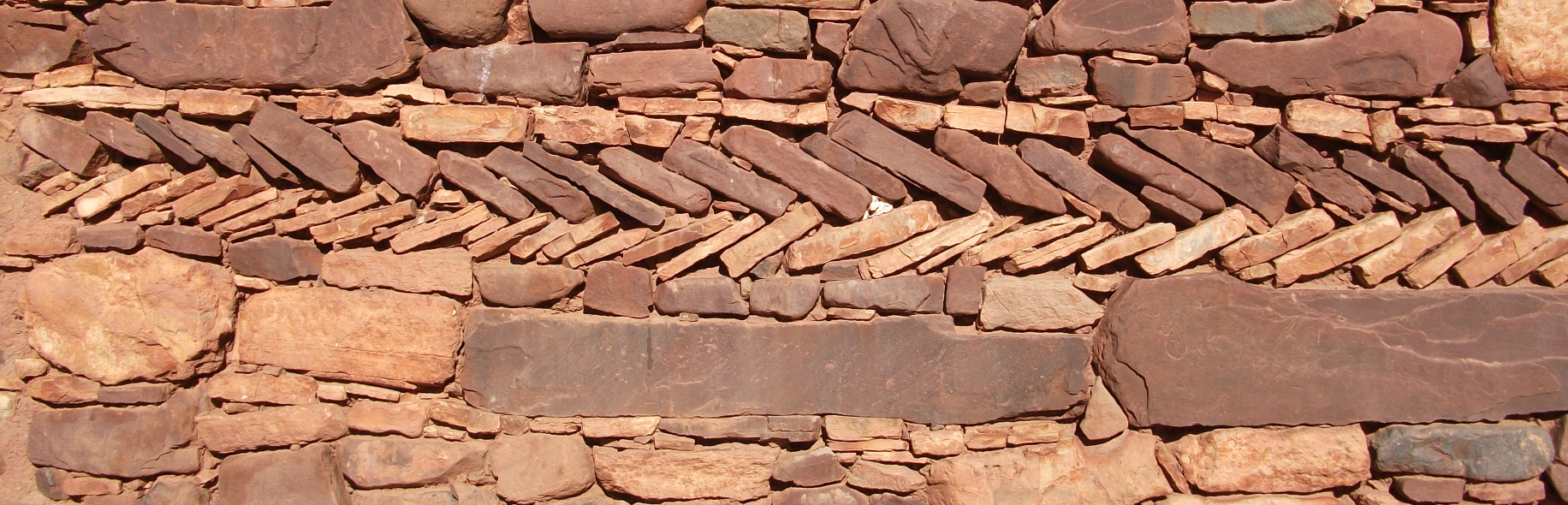
Fischgrätmuster in einer Hauswand in Igherm n’Ougdal im Hohen Atlas

## Bedeutung
Fischgrätmuster gehören im weitesten Sinn zu den Netz-, Gitter- oder Zickzackformen, denen vielfach eine unheilabwehrende (apotropäische) Bedeutung zugesprochen wurde.

## Technik
Neben der reinen Ornamentik hat das Muster auch technische Gründe. In allen Fällen sorgt die wechselnde Streichrichtung für Ausgleich der Kräfte, in ersterem für die Dehnung, in zweiterem bei Schwund und Quellen des Holzes, in letzterem für die statische Last. Die Kräfte können sich innerhalb des Verbands über leichte Drehung der gegrateten Elemente verteilen, ohne den Verband zu schwächen.
Daneben gibt es sogenannte Fischgrätenstruktur in mechanischer Verwendung als Fischgrätenzahnradpaar etwa in Getrieben an Dampfmaschinen. Ähnlich einem Schwalbenschwanz stützt sich die Antriebskraft auf zwei zueinander gegenläufig schräg stehende Zahnradflanken ab, bindet so während der Kraftübertragung das Zahnradpaar axial spielfrei aneinander und vermeidet den sonst bei Schrägverzahnung auftretenden Axialschub. Die Herstellung ist relativ aufwendig und kann prinzipiell ein- oder zweiteilig erfolgen.
Die Trittform im Fischgrätmuster ermöglicht in bestimmten Umständen das Emporsteigen.

## Bilder

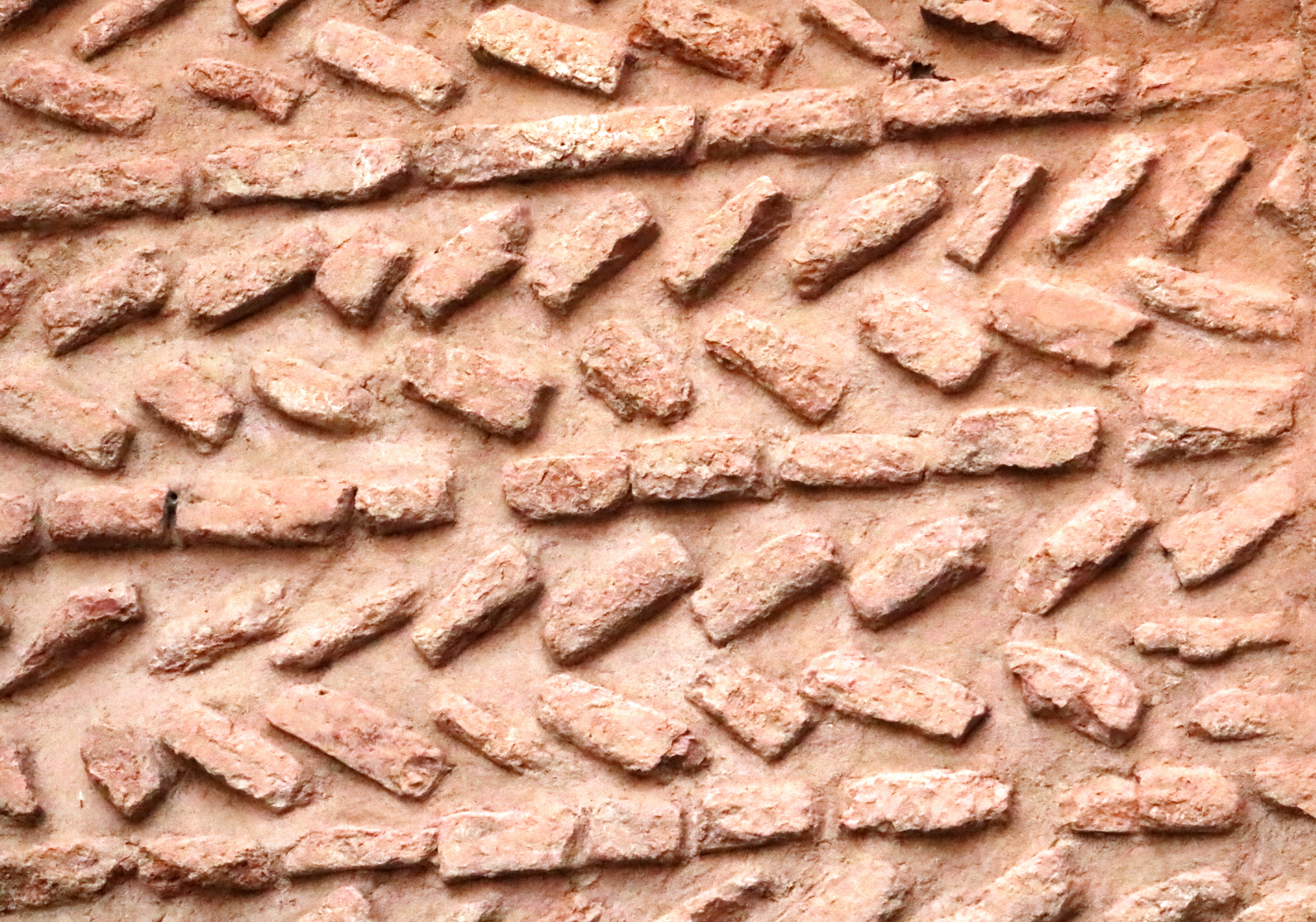
Fischgrätmuster in den Saadier-Gräbern in Marrakesch
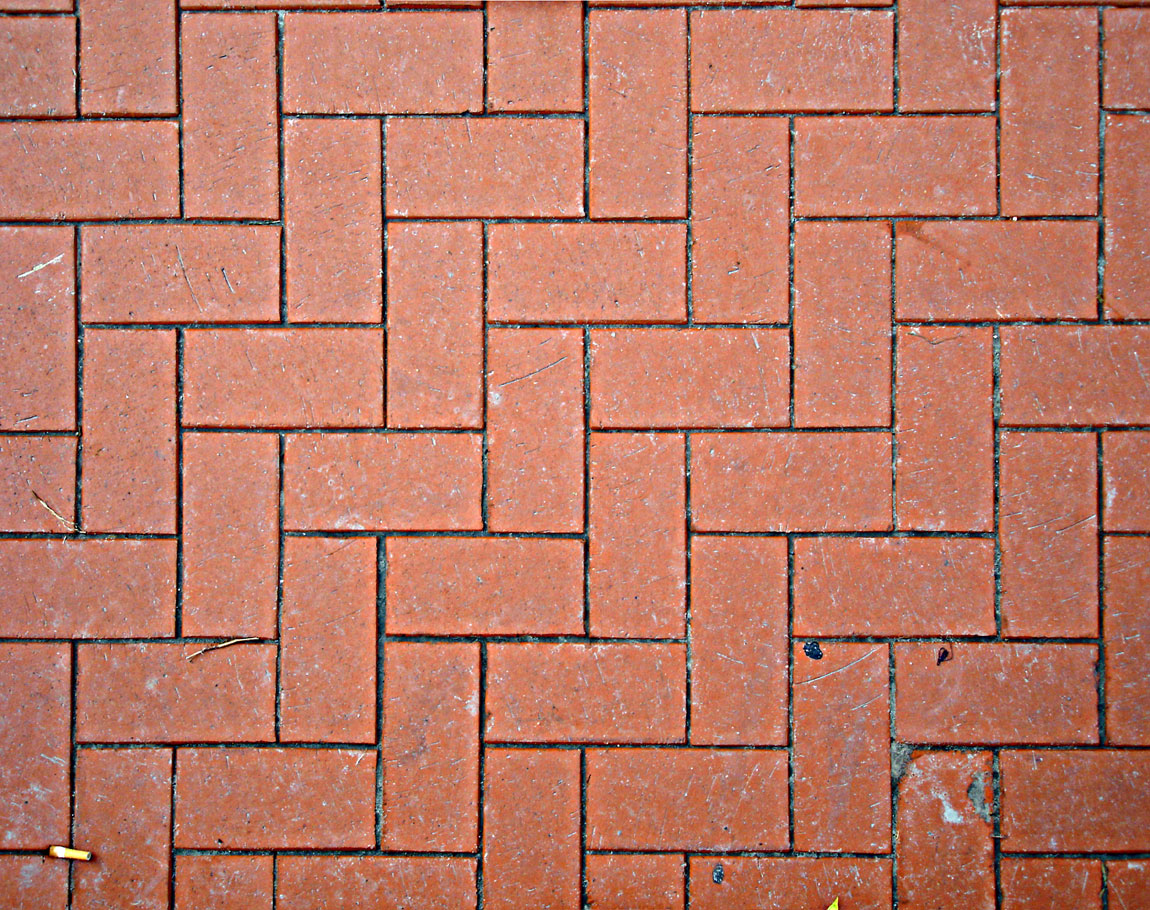
Fischgrätmuster aus Ziegeln
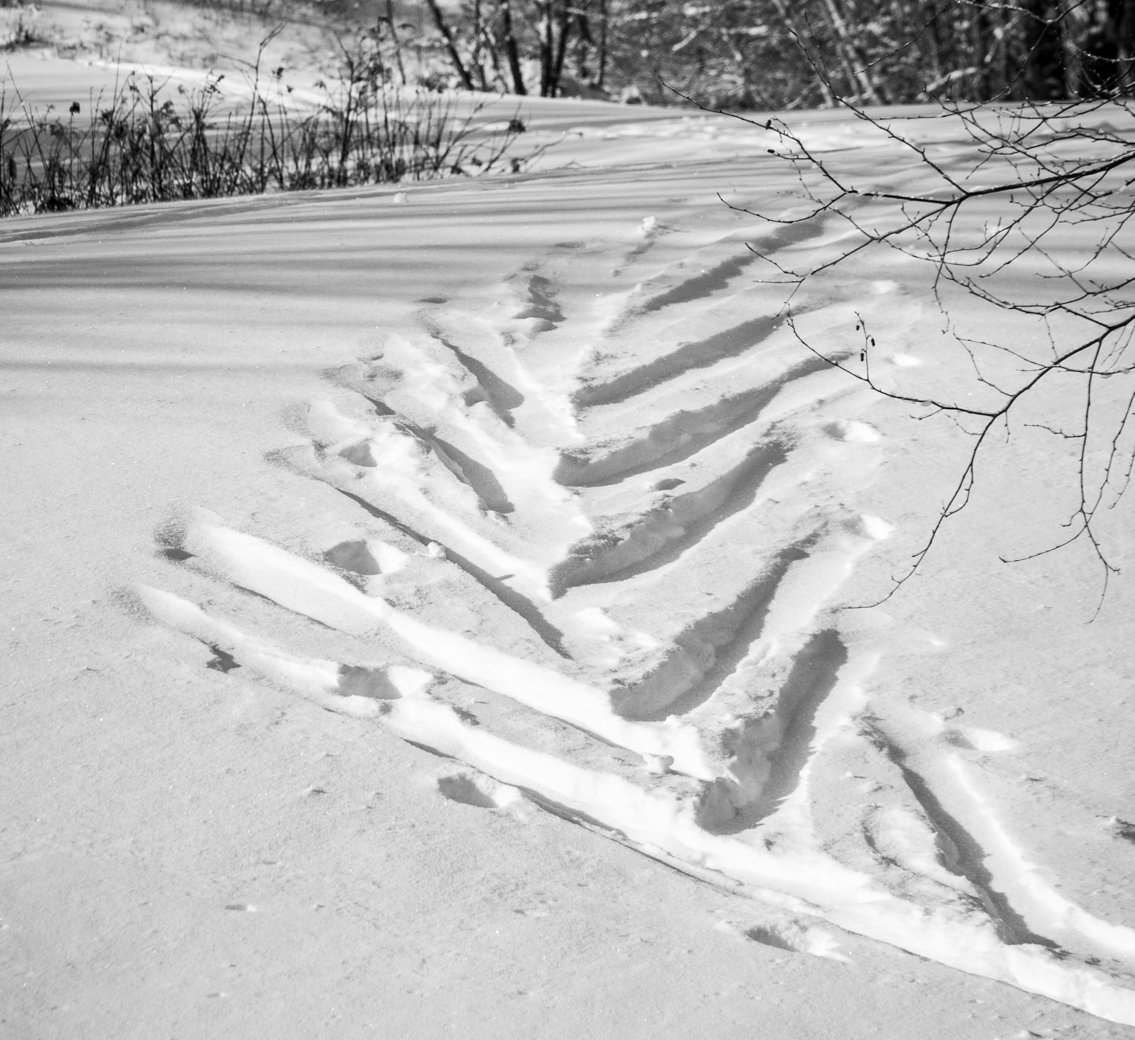
Fischgrätenförmige Skispuren
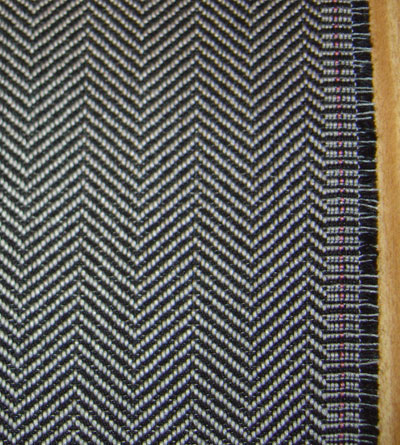
Fischgratbindung (herringbone), eigentlich „Zickzackmuster“
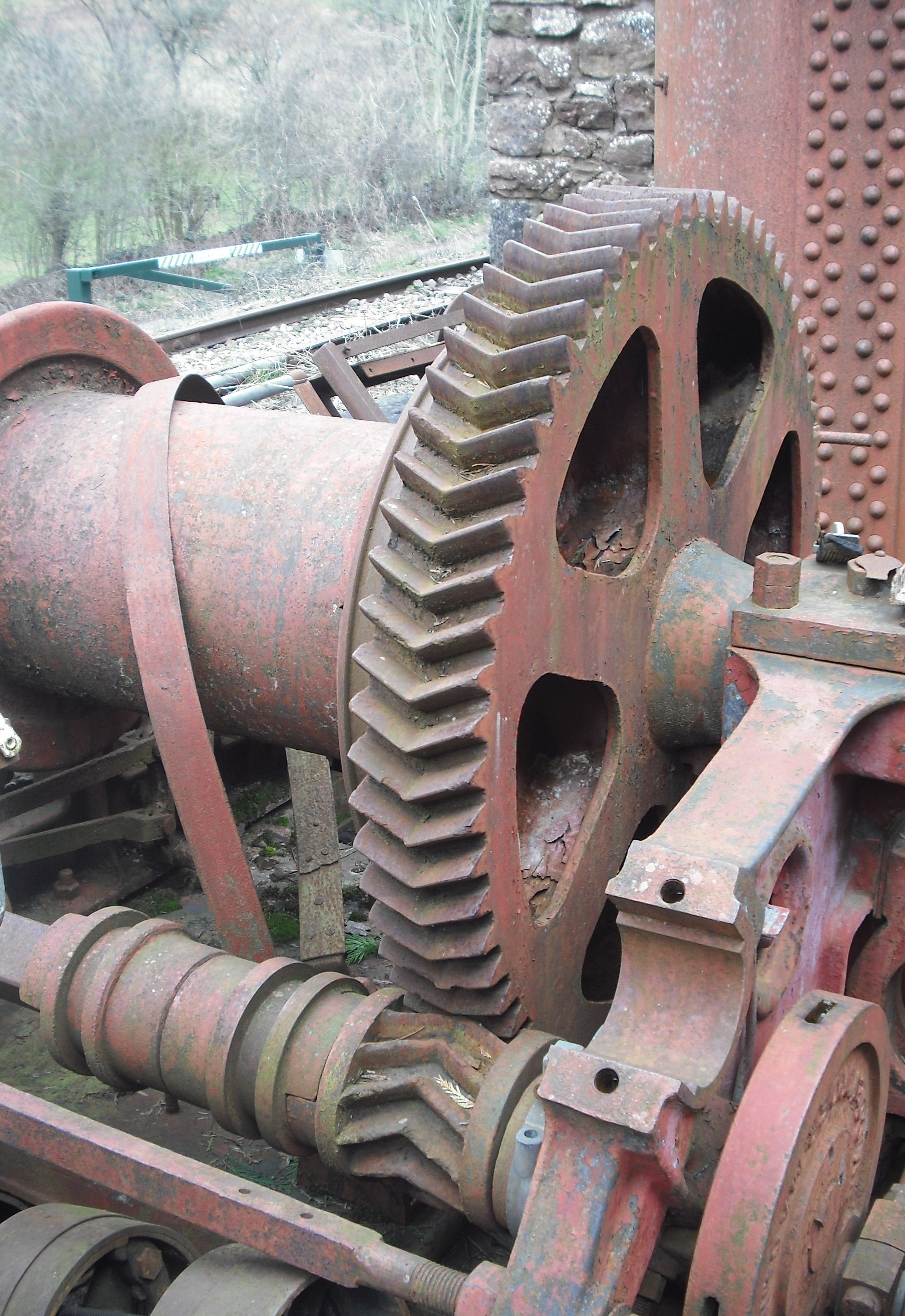
Fischgrätenzahnrad, eigentlich Zahnrad mit rechtwinklig angeordneten „Zähnen“